# Božický mokřad
Božický mokřad este o arie protejată (arie specială de conservare — SAC, sit de importanță comunitară — SCI) din Republica Cehă întinsă pe o suprafață de 8,83 ha, integral pe uscat.

## Localizare
Centrul sitului Božický mokřad este situat la coordonatele 48°50′16″N 16°17′03″E / 48.837778°N 16.284167°E.

## Înființare
Situl Božický mokřad a fost declarat sit de importanță comunitară în aprilie 2005 pentru a proteja 1 specie de animale. Situl a fost protejat și ca arie specială de conservare în martie 2014.

## Biodiversitate
Situată în ecoregiunea panonică, aria protejată nu include niciun habitat protejat.
La baza desemnării sitului se află o specie protejată de  amfibieni: buhai de baltă cu burta roșie (Bombina bombina).